# التركيبة السكانية لآسيا الوسطى

الترقيع العرقي اللغوي لآسيا الوسطى في عام 1992

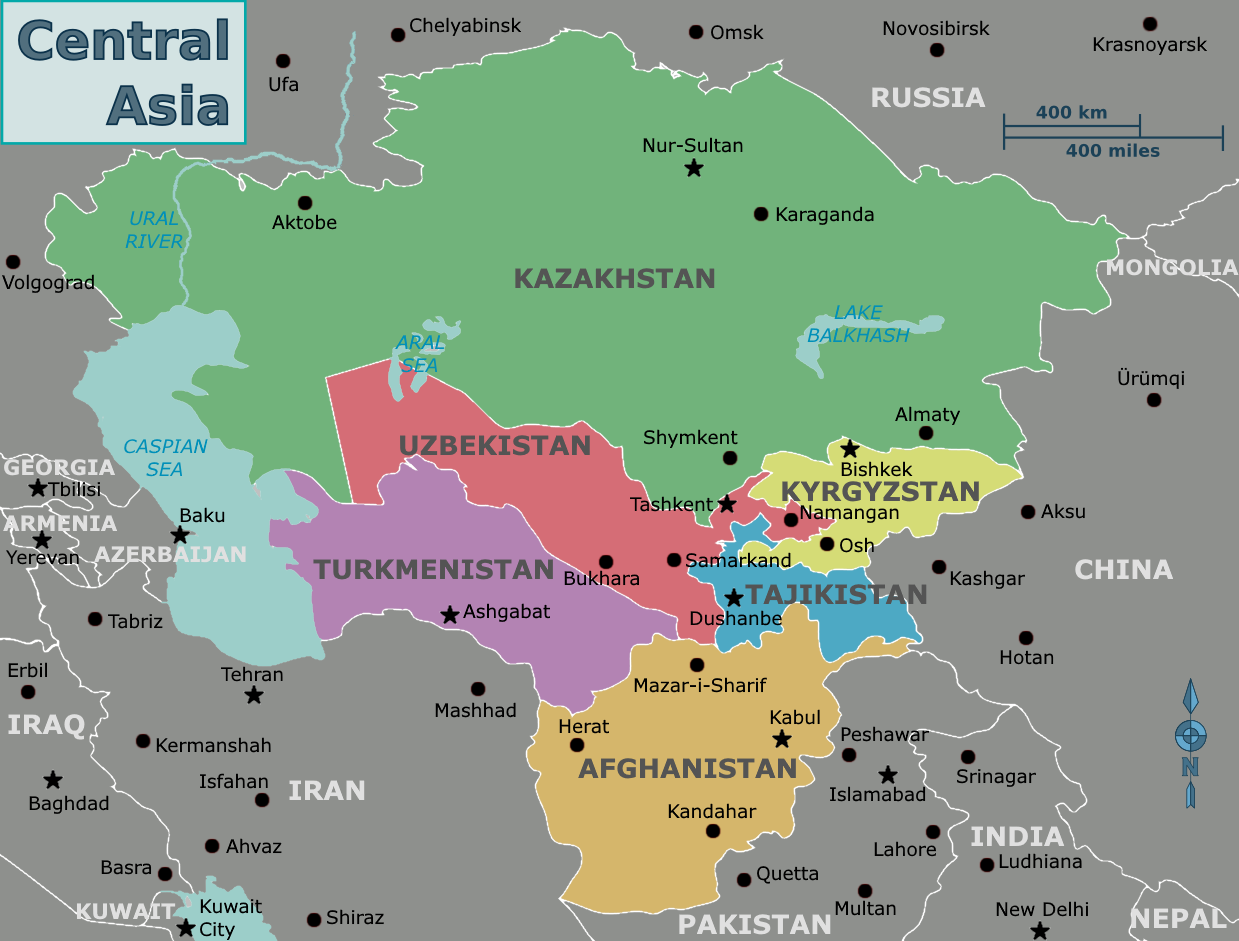
خريطة دول آسيا الوسطى وأفغانستان (متضمنة أحيانًا) وبحر قزوين والدول المحيطة

آسيا الوسطى هي أرض متنوعة بها العديد من المجموعات العرقية واللغات والأديان والقبائل. الدول التي تشكل آسيا الوسطى هي خمس من جمهوريات الاتحاد السوفيتي السابق: كازاخستان وقيرغيزستان وتركمانستان وطاجيكستان وأوزبكستان ، والتي يبلغ عدد سكانها الإجمالي حوالي 76 مليون نسمة.  لا تُعتبر أفغانستان دائمًا جزءًا من المنطقة، ولكن عندما تكون كذلك، يبلغ عدد سكان آسيا الوسطى حوالي 122 مليون نسمة (2016) ؛ تعتبر منغوليا وشينجيانغ (جزء من الصين) في بعض الأحيان جزءًا من آسيا الوسطى بسبب الروابط والتقاليد الثقافية في آسيا الوسطى، على الرغم من أنها جغرافية شرق آسيا.  ينتمي معظم الآسيويين المركزيين إلى ديانات تم إدخالها إلى المنطقة خلال 1500 عام الماضية، مثل الإسلام السني، والإسلام الشيعي، والإسلام الإسماعيلي، والتنغرية، والمسيحية السريانية.  ومع ذلك، تم إدخال البوذية إلى آسيا الوسطى منذ أكثر من 2200 عام، والزرادشتية، منذ أكثر من 2500 عام. 
| الدين            | عدد السكان التقريبي | وسط السكان |
| ---------------- | ------------------- | --- |
| الإسلام السني    | 103،000،000         | جنوب وشرق المنطقة: طاجيكستان ، تركمانستان ، قيرغيزستان ، أوزبكستان ، أفغانستان ، شرق شينجيانغ وجنوب كازاخستان (الأكثر كثافة في أفغانستان وأوزبكستان )                |
| البوذية          | 9084000             | 500 ألف في روسيا ، 8.44 مليون في شينجيانغ ، 140 ألف في كازاخستان وأفغانستان ؛ ( المغول والكوريون والداور والمونغور والشعوب التونغوسية والتبتيون والتوفيون واليوغور ) |
| الإسلام الشيعي   | 4،000،000           | هزارة ، أفغانستان . بينما عدد كبير منهم من السنة. |
| المسيحية الشرقية | 4،000،000           | بشكل رئيسي في شمال كازاخستان ، توجد مجتمعات كبيرة أيضًا في الجمهوريات السوفيتية الأربع الأخرى في المنطقة.                                                             |
| الإلحاد والدين   | 2500000+            | في جميع أنحاء المنطقة |
| المسيحية الغربية | 510،000             | كازاخستان |
| اليهودية         | 27500               | أوزبكستان |
| الزرادشتية       | 10000               | تاريخيا أفغانستان |